# Канделария (Атлантико)
Канделария (исп. Candelaria) — город и муниципалитет на севере Колумбии, на территории департамента Атлантико.

## История
Поселение, из которого позднее вырос город, было основано в 1681 году и первоначально называлось Корраль-де-Пьедра (Corral de Piedra). Муниципалитет Канделария был выделен в отдельную административную единицу в 1860 году.

## Географическое положение

Муниципалитет Канделария

Город расположен в юго-восточной части департамента, в пределах Прикарибской низменности, к западу от реки Магдалена, на расстоянии приблизительно 51 километра к юго-юго-западу (SSW) от города Барранкилья, административного центра департамента. Абсолютная высота — 12 метров над уровнем моря.
Муниципалитет Канделария граничит на северо-востоке с территорией муниципалитета Понедера, на юго-востоке и юге — с территорией муниципалитета Кампо-де-ла-Крус, на западе — с муниципалитетом Манати, на северо-западе — с муниципалитетом Сабаналарга. Площадь муниципалитета составляет 143 км².

## Население
По данным Национального административного департамента статистики Колумбии, совокупная численность населения города и муниципалитета в 2015 году составляла 12 479 человек.
Динамика численности населения муниципалитета по годам:
| 2005   | 2006   | 2007   | 2008   | 2009   | 2010   | 2011   | 2012   | 2013   | 2014   | 2015   |
| ------ | ------ | ------ | ------ | ------ | ------ | ------ | ------ | ------ | ------ | ------ |
| 12 035 | 12 093 | 12 147 | 12 199 | 12 248 | 12 294 | 12 337 | 12 377 | 12 414 | 12 448 | 12 479 |

Согласно данным переписи 2005 года мужчины составляли 51,7 % от населения Канделарии, женщины — соответственно 48,3 %. В расовом отношении белые и метисы составляли 99,99 % от населения города; индейцы — 0,01 %.
Уровень грамотности среди всего населения составлял 78,4 %.

## Экономика
Основу экономики Канделарии составляет сельское хозяйство.

58,3 % от общего числа городских и муниципальных предприятий составляют предприятия торговой сферы, 34,5 % — предприятия сферы обслуживания, 7,1 % — промышленные предприятия.